# La Corda d'Oro
La Corda d'Oro (金色のコルダ Kin'iro no Koruda?) es una serie de videojuegos de rol japonesa dirigido a la audiencia femenina bajo la serie de Neoromance de Koei. El título proviene del italiano "La cuerda de oro".
La historia fue adaptada a un manga por el diseñador de los personajes del videojuego con el mismo nombre , Yuki Kure, que fue serializada en la revista LaLa. Se hizo una adaptación a anime, titulada " La Corda d'Oro: Primo Passo", que fue transmitida por primera vez por TV Tokyo de octubre de 2006 a marzo de 2007. El anime también fue transmitido en Animax. Fue difundida a través de las respectivas cadenas televisivas en todo el mundo, incluyendo Hong Kong y Taiwán. También fue traducida y doblada al inglés para el sudeste Asiático, sur Asia y otras regiones. Sentai Filmworks adquirió los derechos de la serie en Norteamérica y ha publicado dos mitades de temporada, que a su vez se transmite por internet. El primer episodio de un especial de dos episodios, titulado "La Corda d'Oro: Secondo Passo", fue transmitido por Kids Station el 26 de marzo de 2009, pero la temporada termina en suspenso. "Secondo Passo" estaba destinado a promover el videojuego.

## Argumento
Kahoko Hino es una estudiante en la sección de Educación General de la Academia Seiso. Un día se encuentra con Lili, un hada musical, que le otorga un violín mágico y un lugar en la competencia musical anual. Kahoko se niega, sólo para ser presionada por Lili hasta que acepta el instrumento y su lugar en la competencia. Mientras ella practica, Kahoko se da cuenta de que ella puede tocar cualquier pieza musical, siempre y cuando ella conozca la melodía y la toque con el corazón. A medida que la competencia avanza, ella se vuelve más y más apegada con la gente con quien compite.

## Personajes
Kahoko Hino (日野 香穂子 Hino Kahoko?)
Voz por: Yūki Nakajima (juego), Reiko Takagi (anime y OST CD)
Hino es la protagonista de la serie. Ella es una estudiante de 2.º año en la Academia Seiso en su sección de Educación General. Ella tiene una personalidad cálida, amable, honesta y directa, que se puede sentir por la forma en la que toca el violín. Ella no se percata a lo largo de la historia de la atención que ella provoca de los hombres a su alrededor. Ella vive con su madre, su hermana mayor y hermano menor, aunque nadie sabe quién es su padre ya que no existe evidencia. Ella es poco entusiasta. El Hada de la escuela, Lili, le otorga un violín mágico el cual le permite tocar el violín a pesar de ser una principiante. Al principio ella estaba muy nerviosa por el violín, pero después descubre que con el ayuda de otros personajes ella encontró su pasión. Ella también cambia la vida de los otros, como Len Tsukimori cuando le enseñó que la música es sobre el corazón y no sólo talento, y ayudando a Shimisu Keiichei a encontrar su "partitura".
Len Tsukimori (月森 蓮 Tsukimori Ren?)
Voz por: Kishō Taniyama
Es un estudiante de segundo año del Departamento Musical. Es un prodigio que toca el violín. Aunque al inicio es representado como distante y estricto, después se abre a Hino. El mundo de Len gira en torno al violín. Su madre es una pianista famosa y su padre un violinista, ambos piensan que la música debe tocarse desde el corazón; sin embargo Len no entendía a que se referían sus padres hasta que conoció a Hino y se enamoró de ella. Él comenzó a darse cuenta de estos sentimientos cuando Hino le enseñó que la música está llena de corazón y no sólo de talento. Él se preocupa por ella, especialmente cuando se lastima la mano tratando de ayudarlo. Len le explica que él casi pierde la movilidad de los dedos haciéndole imposible tocar el violín y que eso no debería pasarle a ella. Él es como un hermano mayor criticándola, enseñándole cómo funciona el mundo de la música y dándole clases cuando el violín mágico se rompe y ella no tiene idea de como tocar el violín.
Azuma Yunoki (柚木 梓馬 Yunoki Azuma?)
Voz por: Daisuke Kishio
Un popular y apuesto estudiante de tercer año con muchas fanes. Tiene una actitud dulce y delicada, le teme a su abuela por lo que hace todo lo que le ordena inclusive cambiar su instrumento ya que no podía ser mejor que sus hermanos y darle una mala imagen a la familia Yunoki. Su especialidad es la flauta aunque antes tocaba el piano. Ha sido mejor amigo de Kazuki y lo ha apoyado en todo lo que hace. Está en el Departamento de Música de la Academia Seiso. Después en el anime y manga revela su lado más oscuro y escondido a Hino que esconde de todos los demás, incluso de su mejor amigo Kazuki Hihara. Él también se siente atraído por Hino, y cuando ella está cerca, su “ritmo” se interrumpe. Incluso toca una canción a Hino como una manera de expresar sus sentimientos sin tener que decirlos.
Keiichi Shimizu (志水 桂一 Shimizu Keiichi?)
Voz por: Jun Fukuyama
Un estudiante de primer año cuya especialidad es el chelo. Tiene ojos angelicales y duerme a menudo. Su mundo gira alrededor de su chelo, diciéndole a Hino que su horario general es “dormir, despertar, tocar el chelo, dormir de nuevo”. Aparte de eso, va a la biblioteca frecuentemente y va a conciertos lo más que pueda. Es llamado “La Bella Durmiente” por su somnolencia y apuesta cara. Es un amigo cercano a Hino por ayudarle a encontrar su “partitura” y a menudo intenta incorporarla a lo que sea para poder ayudar al sonido de la música. A menudo revela sus secretos, que no compartiría con otros,  con Hino y adora escuchar su música. Le dijo que cuando la ve o a alguien más en el escenario, se pregunta por qué su música suena tan diferente. Cuando el sonríe Hino también menciona que parece un ángel. El primero le enseña su partitura a Hino en una iglesia católica donde tocó “Bach’s celo prelude no. 1”.
Kazuki Hihara (火原 和樹 Hihara Kazuki?)
Voz por: Masakazu Morita
Es un estudiante de tercer año del Departamento de Música. Mejor amigo de Azuma, lo apoya en todo lo que haga. Su especialidad es la trompeta. Es energético, ruidoso y despreocupado, y adora comer lo que sea. Tiene un hermano que Hino conoce cuando están jugando basquetbol en un parque. Descubre por primera vez la trompeta cuando una niña estaba practicando en el techo de la escuela y decide intentarlo. Está enamorado de Hino y descubre esto cuando se cayó y lastimó su codo y ella fue a ayudarlo aunque nunca llega a confesarcelo. Hihara también fue al rescate de Hino cuando ella olvidó las notas de “Gavotte” y es como la figura de un hermano menor.
Ryotaro Tsuchiura (土浦 梁太郎 Tsuchiura Ryōtarō?)
Voz por: Kentarō Itō, Ayumi Tsunematsu (joven)
Un estudiante de Segundo año del Departamento de Educación General. Juega soccer y su especialidad es el piano. Siempre ayuda a Hino, porque ella fue la razón de que él haya comenzado tocar el piano de nuevo. Ryotaro, al igual que Hino, es muy directo y honesto; usualmente dice lo que piensa, especialmente a Hino, lo que significa que puede llegar a enojarse un poco, pero también es amoroso y cariñoso. Es como el hermano mayor de Hino que enseña sus emociones a través del piano, como cuando escoge la canción de Chopin para enseñar su frustración de no poder ayudar a Hino. Tiene una rivalidad profunda con Len y viceversa. También tiene sentimientos por Hino y en el manga llega a confesarcelo aunque es rechazado. 
Shoko Fuyuumi (冬海 笙子 Fuyuumi Shōko?)
Voz por: Akemi Satō
Ella es una estudiante de primer año del Departamento de Música; es muy tímida y admira a Hino mucho y pierde algo de su timidez en el escenario gracias a ella. Su especialidad es el clarinete y a menudo se asusta por voces muy fuertes. Sus padres son ricos, por lo que suelen ir a sus pensiones para entrenar y otras cosas.
Nao Kobayashi (小林 直 Kobayashi Nao?) y Mio Takato (高遠 美緒 Takatō Mio?)
Voz por: Eri Nakao y Satomi Arai
Son las mejores amigas de Hino. La ayudan cuando está en problemas, y creen en ella. Hino las adora, le regalaron por su cumpleaños una cajita musical con la canción de una película que habían visto y cuando se rompe Kaho sufre mucho, ya que además se había alejado de ellas por el violín y sus prácticas, pero Hihara lo arregla y Kaho se reconcilia con sus amigas.
Lili (リリ Riri?)
Voz por: Kaori Mizuhashi
Lili es un hada traviesa que le dio a Hino el violín mágico. Muy poca gente es capaz de verla, aparte de Hino. Es revelado que el director y Akihiko Kira, también pueden ver a Lili.